# Lamdarbal
Lamdarbal (en arabe : المدربل) est un tajine originaire de la ville de Rabat au Maroc. Ce plat distingue deux préparations culinaires séparées. D'un côté, la cuisson de la viande, et de l'autre, les aubergines.
Lamdarbal est servi lors des visites familiales à Rabat .

## Préparation et présentation

### Composants
- 1 kg de viande ovine
- 2 kg d'aubergines
- ½ cuillère à café de poivre
- 1 cuillère à café de curcuma remplie aux ¾
- ½ cuillère à café de sel ou plus selon le goût
- 4 à 5 grains[Quoi ?] d'ail écrasés
- ½ verre d'huile d'olive
- 2,5 litres d'eau
- 1 pincée de safran

### Cuisson
- Découper les pédoncules avec les hauts des aubergines rincées. Retirer les parties rugueuses de ces pédoncules. Découper le reste des aubergines en rondelles.
- Faire cuire la viande selon la méthode mqalli (sauté). Ajouter au milieu de la cuisson les pédoncules des aubergines et laisser sur le feu jusqu'à cuisson totale de la viande. Réduise et réserver.
- Pendant ce temps, faire frire à l'huile les rondelles d'aubergine. Égoutter et écraser à la cuillère. Lorsqu'elles sont totalement écrasées, saler et faire dorer sans huile sur une poêle avec une ou deux cuillerées de citron.

### Service
Disposer dans un plat de service la viande en forme de couronne, les aubergines écrasées en forme de dôme aplati au sommet. Décorer avec les pédoncules et napper de sauce.